# Ramón González Expósito
Ramón González (Malagón, Castella-La Manxa, 25 de novembre de 1974) és un exfutbolista castellanomanxec, que jugava com a defensa central.

## Trajectòria
Ramón es va formar al Reial Valladolid, club on va debutar a primera divisió la temporada 93/94, sent una de les sorpreses d'eixe any. Va estar quatre temporades amb els pucelans, en els quals el seu rendiment va anar de més a menys, des dels 27 partits de la temporada 93/94 fins als només 8 de la temporada 96/97.
El 1997 fitxa per l'Atlètic de Madrid. Al club matalasser compagina les actuacions entre el primer equip i el filial, en aquella època a Segona Divisió i el millor del futbol espanyol. Amb l'equip gran, Ramón només va comptar amb 12 partits entre 1997 i 1999, mentre al filial va aparèixer en 19 ocasions la temporada 99/00.
L'any 2000 s'incorpora a la UD Las Palmas, on tampoc gaudiria de massa minuts: 19 partits en les dues campanyes amb els insulars, les darreres de Ramón a la màxima categoria del futbol espanyol.
Després del 2002, la carrera del jugador castellanomanxec va passar per diversos equips de Segona Divisió, com el Córdoba CF, el Recreativo de Huelva, el Real Múrcia o el Xerez CD, en tots ells sent titular.